# Tắc kè
Tắc kè hay tắc kè tokay (Gekko gecko) là một loài tắc kè sống trên cây, hoạt động vào lúc bình mình và hoàng hôn trong chi Tắc kè, các loài tắc kè thực sự. Nó có nguồn gốc từ Châu Á và một số quần đảo Thái Bình Dương.

## Phân bố và sinh cảnh
Loài này sinh sống ở đông bắc Ấn Độ, Bhutan, Nepal và Bangladesh, khắp Đông Nam Á, bao gồm Việt Nam, Philippines, Malaysia, Indonesia, và phía tây New Guinea. Môi trường sống bản địa của nó là rừng nhiệt đới, nơi nó sống trên cây và vách đá, và nó cũng thường thích nghi với môi trường sống của con người ở nông thôn, đi khắp trên tường và trần nhà vào ban đêm tìm kiếm côn trùng để ăn. Đây là loài du nhập ở một số khu vực ngoài phạm vi bản địa của nó. Nó được thành lập ở Florida của Hoa Kỳ, Martinique, các đảo Belize và có thể là Hawaii. Đô thị hóa ngày càng tăng đang làm giảm phạm vi của nó.
Hiện vẫn chưa rõ liệu loài này có phải là loài bản địa nhưng rất không phổ biến ở Đài Loan hay không, hay liệu các báo cáo hiếm hoi về các cá thể kể từ những năm 1920 có dựa trên sự chuyển đổi gen do con người lặp đi lặp lại có thể dẫn đến các quần thể đã được thiết lập hay không.

## Đặc điểm thể chất và hành vi

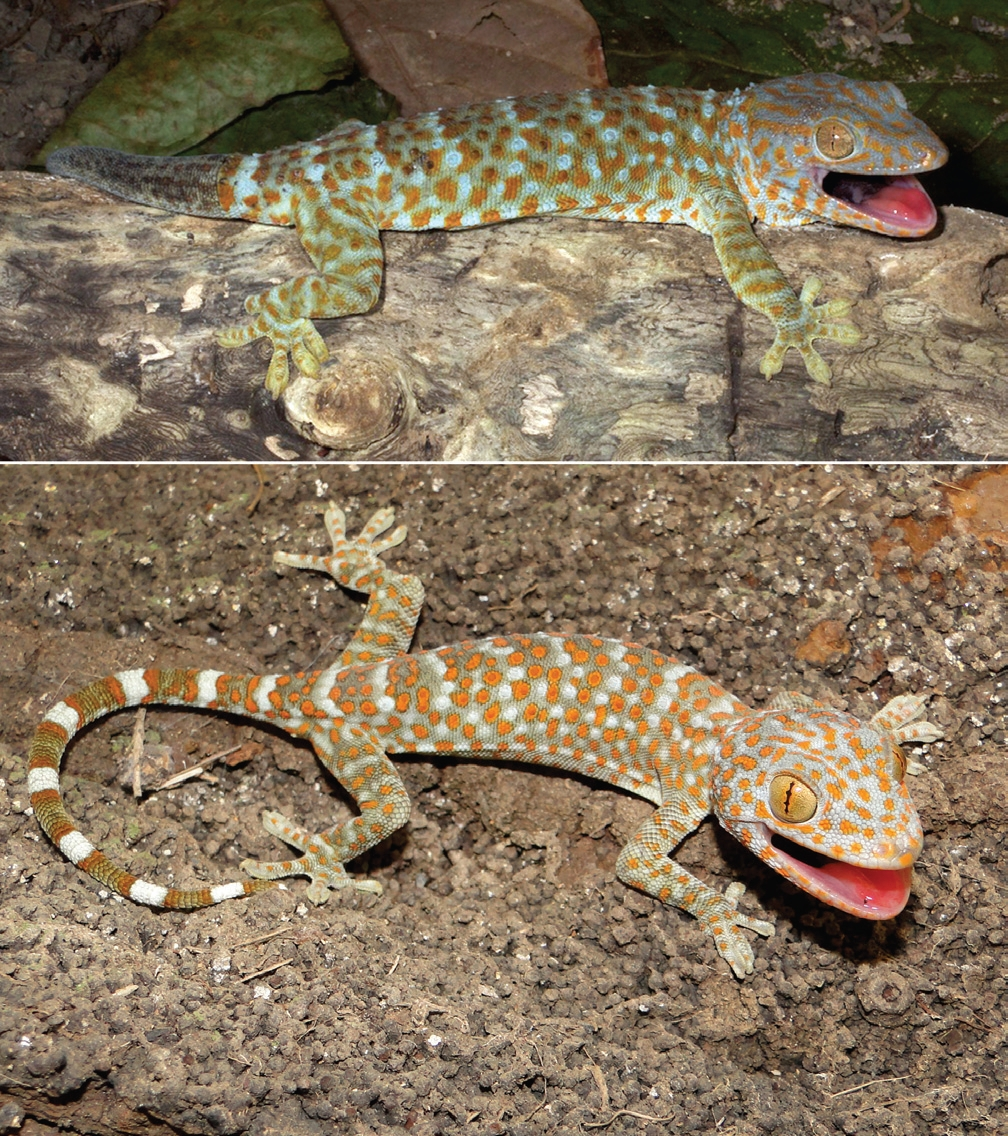
Con đực trưởng thành và con non. Lưu ý phần đuôi màu nâu, tái sinh trên con trưởng thành (trên cùng)

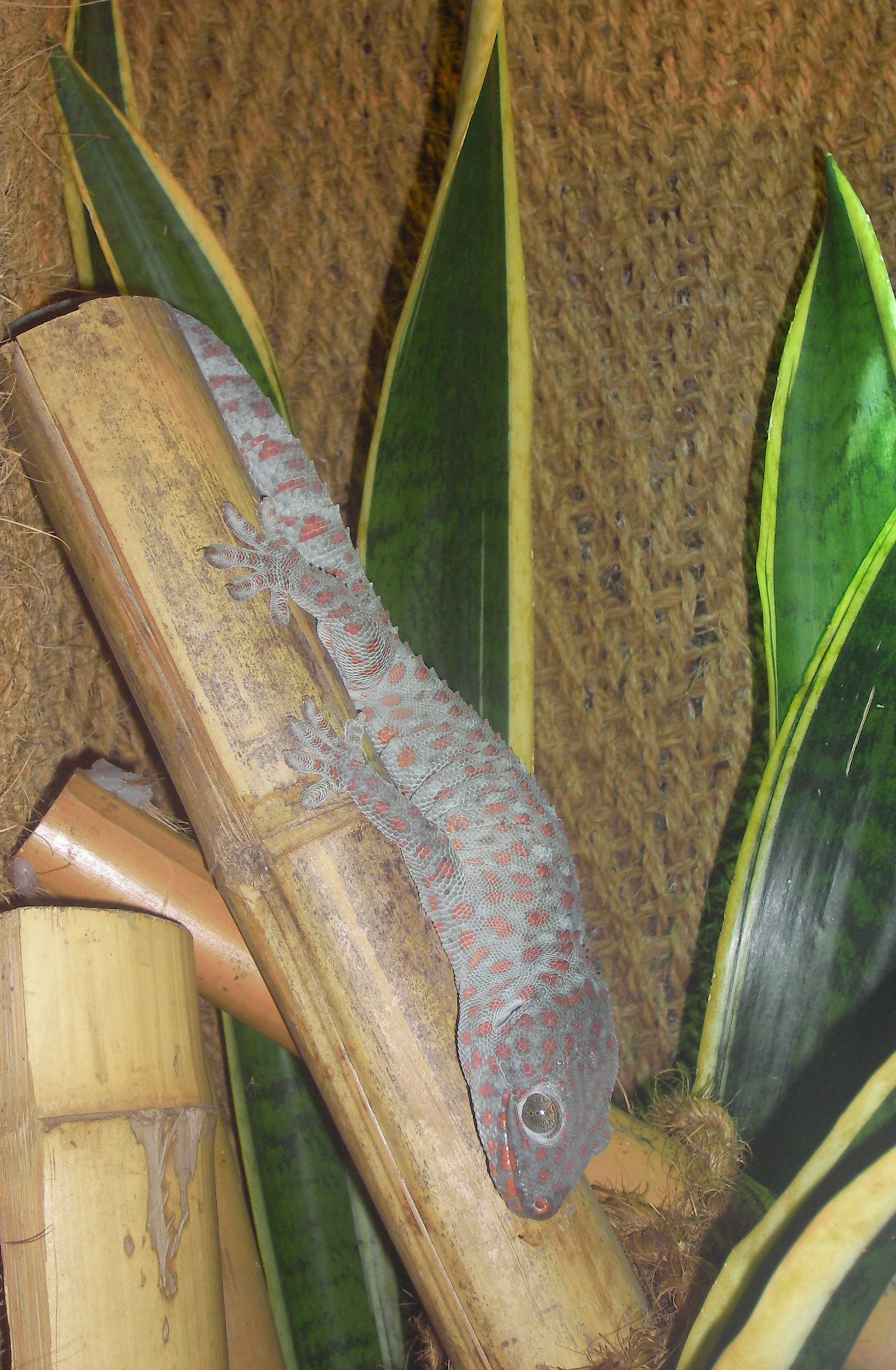
Một con tắc kè tokay cái. Nó được phân biệt bởi màu sắc xỉn hơn so với con đực.

Tắc kè tokay là một loài tắc kè lớn, đạt tổng chiều dài (bao gồm cả đuôi) lên đến 30 cm. Nó có hình trụ nhưng hơi dẹt về hình dạng cơ thể. Đôi mắt có con ngươi thẳng đứng. Da mềm khi chạm vào và nhìn chung có màu xám với những đốm đỏ, nhưng con vật có thể thay đổi màu da để hòa vào môi trường. Loài này là loài dị hình giới tính, con đực có màu sặc sỡ hơn và kích thước lớn hơn một chút.
Tắc kè tokay nói chung là hung hăng, có tính bảo vệ lãnh thổ và có cái cắn mạnh. Tắc kè tokay ăn côn trùng, trái cây, thảm thực vật và động vật có xương sống nhỏ. Nó là một tay leo trèo khỏe với các miếng đệm chân có thể nâng đỡ toàn bộ trọng lượng của cơ thể trên bề mặt thẳng đứng trong thời gian dài. So với các loài tắc kè khác, tắc kè tokay có cơ thể khỏe mạnh, với đuôi bán sơ sinh, đầu lớn và bộ hàm vạm vỡ. Mặc dù phổ biến trong buôn bán thú cưng, độ mạnh của cái cắn của tắc kè tokay khiến nó không phù hợp với những người nuôi thiếu kinh nghiệm. Ngoài ra, độ mạnh của cái cắn tùy thuộc vào kích thước của tắc kè; những con tắc kè tokay lớn hơn (thường là đực) có khả năng cắn thủng da, thường dẫn đến chảy máu ngay lập tức.

### Tiếng kêu
Tiếng gọi bạn tình của con đực, một tiếng kêu lớn, được mô tả theo nhiều cách khác nhau như nghe giống như tắc-kè mà từ đó có cả tên chung và tên khoa học (bắt nguồn từ các tên tượng thanh trong tiếng Mã Lai, Sundan, Tagalog, Thái, hay tiếng Java), cũng như tên họ Gekkonidae và thuật ngữ chung là tắc kè. Hầu hết thời gian, tiếng kêu thường đi trước một tiếng "cạch cạch" nhanh, tương tự như tiếng kêu của tắc kè nhà mặc dù âm vực thấp hơn nhiều. Khi bị đe dọa hoặc báo động, tắc kè tokay thường "sủa" trong khi há miệng ở tư thế phòng thủ.
Cách gọi của tắc kè tokay cũng là nguyên nhân cho một cái tên lóng được lính Mỹ đặt cho nó trong cuộc Chiến tranh Việt Nam: thằn lằn khốn kiếp.

## Sinh sản
Tắc kè tokay là loài đẻ trứng. Con cái đẻ một hoặc hai quả trứng và bảo vệ chúng cho đến khi chúng nở. Trứng của chúng có đường kính từ 5 mm đến 8 mm, trứng mới đẻ ra có vỏ mềm dính được trên bề mặt phẳng, sau 30 phút tới 1 giờ vỏ trứng sẽ cứng dần, trứng sẽ giữ nguyên trạng thái như vậy từ 2 đến 3 tháng hoặc hơn rồi nở thành con. Con con có chiều dài cơ thể từ 4 mm đến 10 mm, ăn các loài sâu gạo, dế nhỏ, thằn lằn nhỏ,... đuôi chúng trong độ tuổi này rất dễ bị đứt.

## Bảo tồn

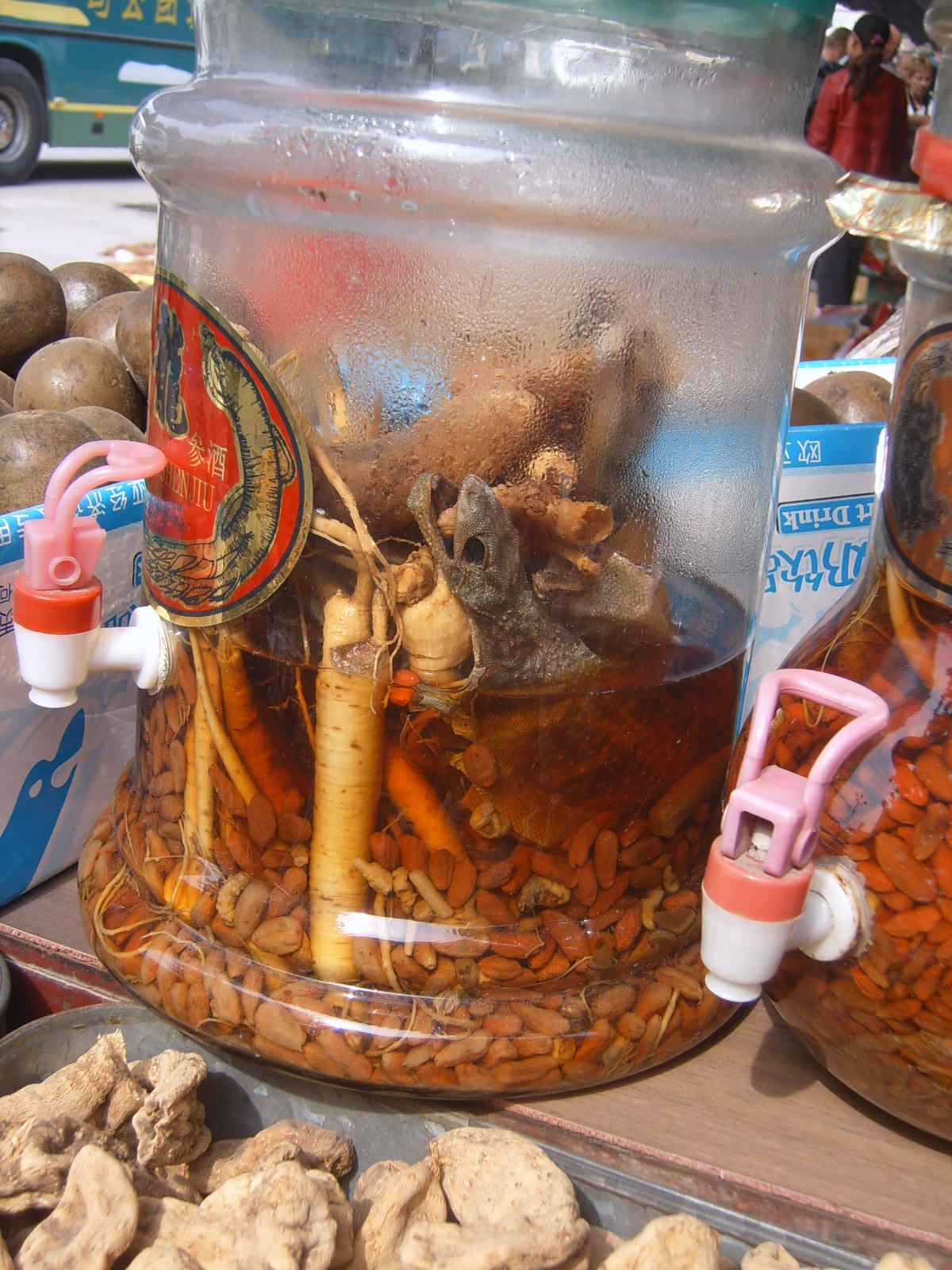
Rượu ngâm thuốc sẵn sàng để uống với quả goji, tắc kè tokay và nhân sâm, được bán tại một chợ thuốc cổ truyền ở Tây An, Trung Quốc.

Con tắc kè tokay có ý nghĩa văn hóa ở nhiều nước Đông Á. Văn hóa dân gian trong vùng đã gán cho con tắc kè sức mạnh siêu nhiên. Ở Đông Nam Á, nó là biểu tượng của sự may mắn và khả năng sinh sản. Nó được cho là hậu duệ của rồng.
Loài này bị săn trộm để làm thuốc ở các vùng của châu Á. Tắc kè tokay là một thành phần trong y học cổ truyền Trung Quốc được gọi là Ge Jie (蛤蚧). Nó được cho là có tác dụng nuôi dưỡng thận và phổi, những niềm tin không được chứng minh bởi khoa học y tế. Loài vật này vẫn được săn lùng ráo riết ở Trung Quốc, Hồng Kông, Đài Loan, Việt Nam, Malaysia, Singapore và các khu vực khác của châu Á có cộng đồng người Hoa, đến mức những người buôn bán vô lương tâm đã bắt các loài kỳ đà, biến dạng và chỉnh hình cơ thể chúng bằng những bộ phận nhân tạo để giả chúng thành các con tắc kè tokay khổng lồ.
Tắc kè tokay đang nhanh chóng trở thành loài bị đe dọa ở Philippines do nạn săn bắn bừa bãi. Thu thập, vận chuyển và buôn bán tắc kè mà không có giấy phép có thể bị phạt tù lên đến 12 năm và phạt tiền lên tới 1.000.000 Php theo Đạo luật Cộng hòa 9147 cùng với các luật quốc tế hiện hành khác. Tuy nhiên, hoạt động giao dịch không được kiểm soát do số lượng lớn những người buôn bán bất hợp pháp và các báo cáo về các giao dịch sinh lợi. Người mua Trung Quốc và các công dân nước ngoài khác được đồn đại sẽ trả hàng nghìn đô la cho các mẫu vật lớn, do giá trị thuốc của chúng hoặc là do nhu cầu trong thị trường buôn bán động vật hoang dã trái phép.
Cuộc họp lần thứ 18 của Hội nghị các bên tham gia Công ước về buôn bán quốc tế các loài động, thực vật hoang dã nguy cấp (CITES) diễn ra tại Geneva, lần đầu tiên tắc kè được đưa vào Phụ lục II, có nghĩa là các loài thuộc Phụ lục II không nhất thiết bị đe dọa tuyệt chủng, nhưng trong đó việc buôn bán phải được kiểm soát để tránh việc sử dụng không phù hợp với sự tồn tại của chúng.

## Phân loài
Hai phân loài hiện được công nhận.
- G. g. gecko (Linnaeus, 1758): Á nhiệt đới từ đông bắc Ấn Độ đến đông Indonesia.
- G. g. azhari Mertens, 1955: chỉ được tìm thấy ở Bangladesh.

## Công dụng
Khi được sử dụng đúng cách, tắc kè mang đến rất nhiều công dụng như tăng cường sức khỏe cho con người và chữa nhiều loại bệnh:
Tắc kè có công dụng tăng cường sinh lý nam, hỗ trợ nam giới yếu sinh lý, làm tăng kích thước và sự cương cứ của dương vật, tăng ham muốn
Giúp bồi bổ khí huyết, giúp tăng lượng hồng huyết cầu và huyết sắc tố
Giúp ngăn ngừa và giảm bệnh viêm đường tiết niệu
Hỗ trợ chữa trị bệnh hen suyễn lâu năm, bệnh phổi
Điều trị các triệu chứng suy nhược thần kinh, giảm căng thẳng, lo âu, giúp tinh thần sảng khoái, tràn đầy năng lượng
Trị chứng đau lưng, mỏi gối, bổ gân cốt, bổ thận....v.v..

Tuy nhiên để đảm bảo các lợi ích mà tắc kè mang lại bạn không những phải sử dụng đúng cách mà còn phải biết cách phân biệt thật giả với sản phẩm bán sẵn.- Tắc kè Gekko gekko ở Rạch Giá, Kiên Giang

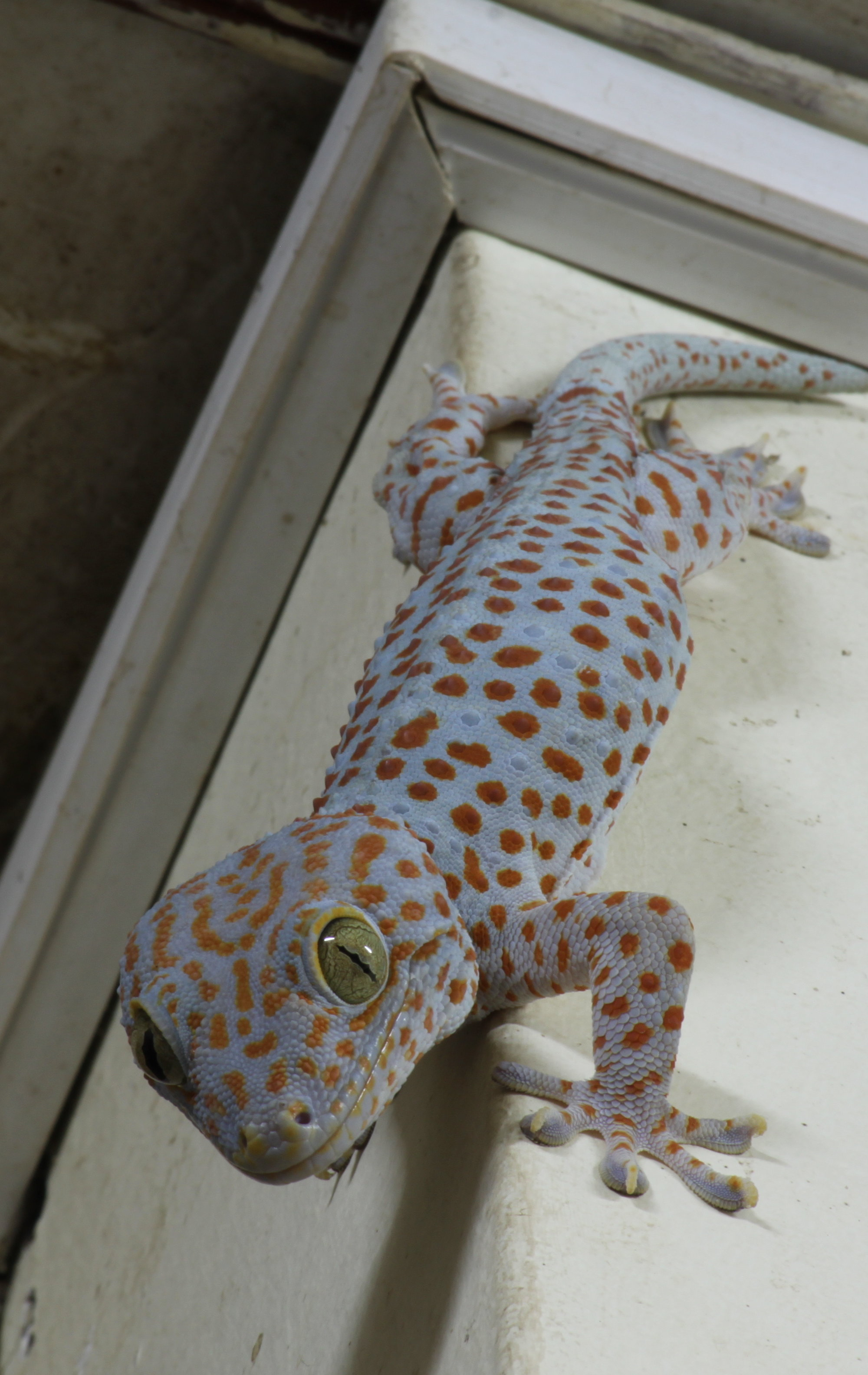
Tắc kè Gekko gekko ở Rạch Giá, Kiên Giang
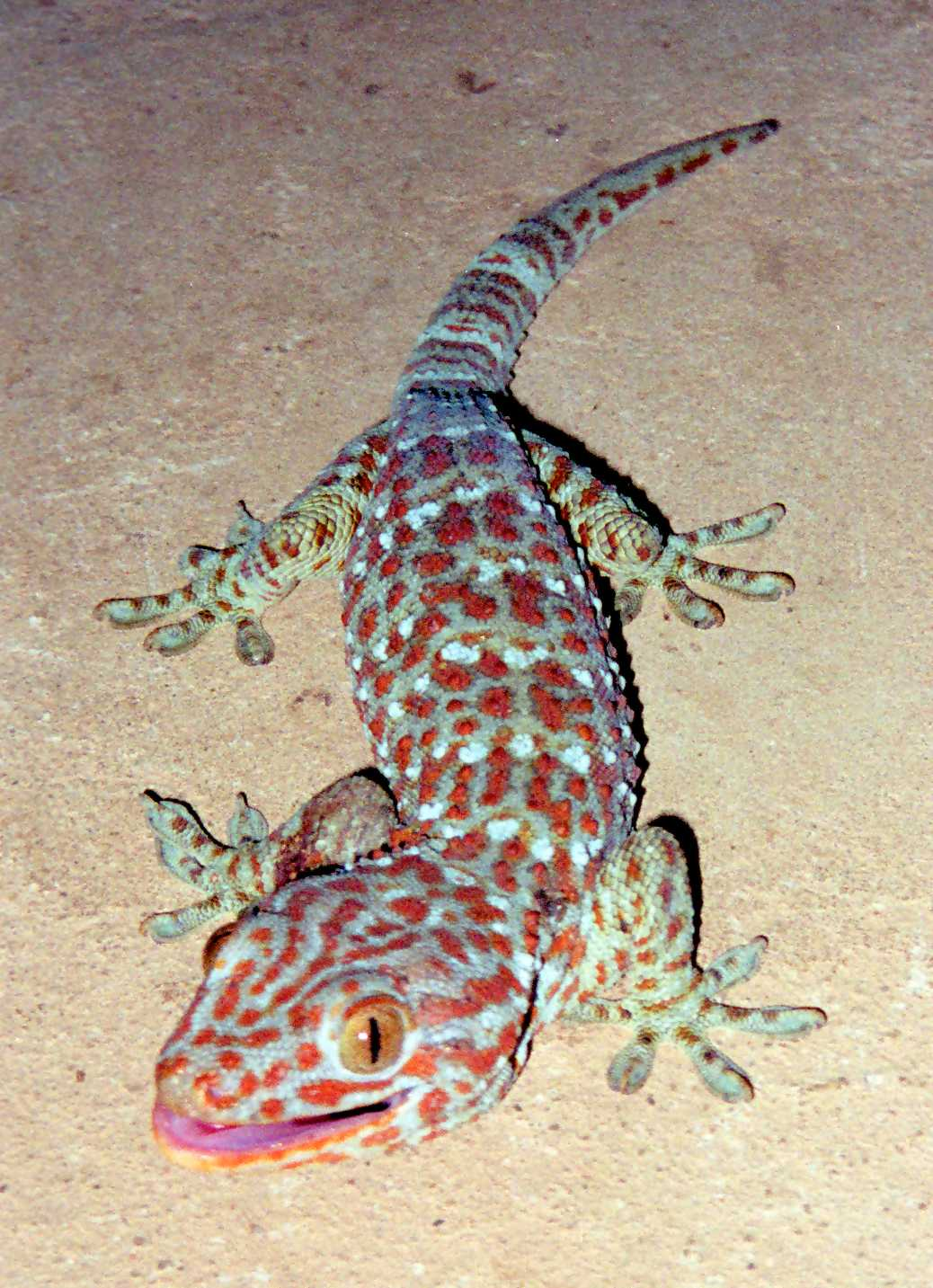
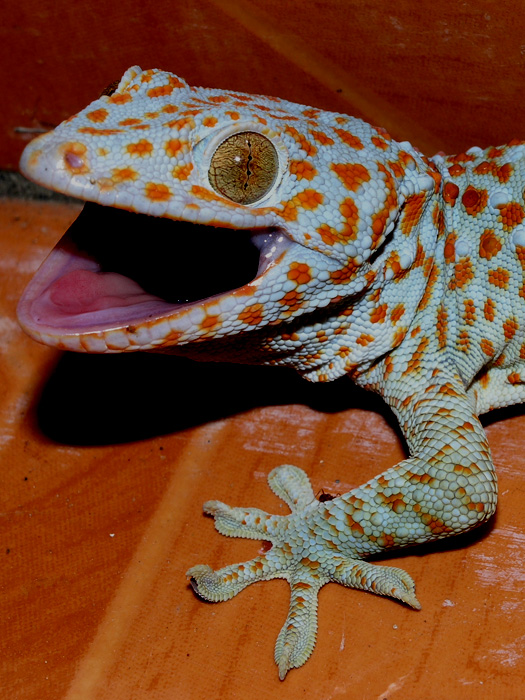
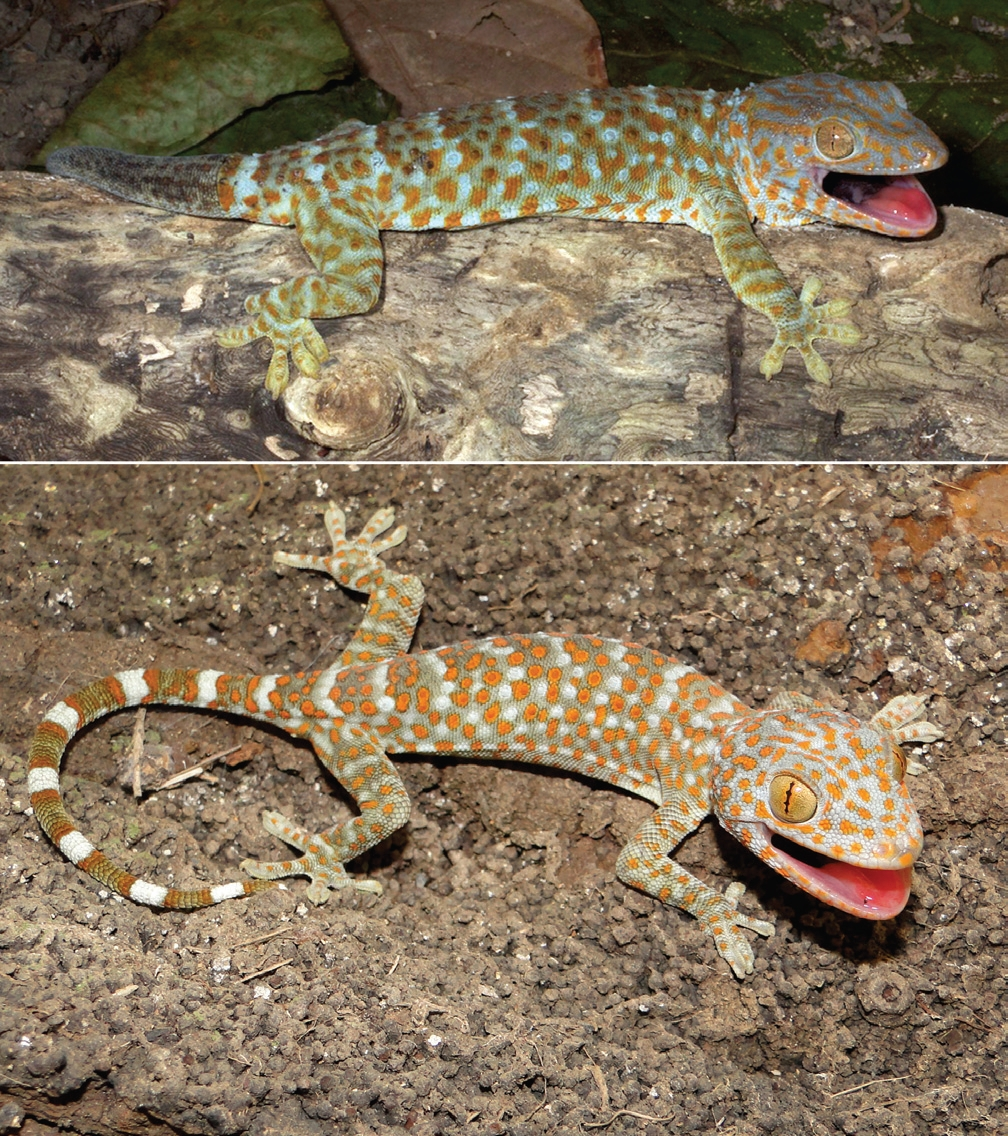
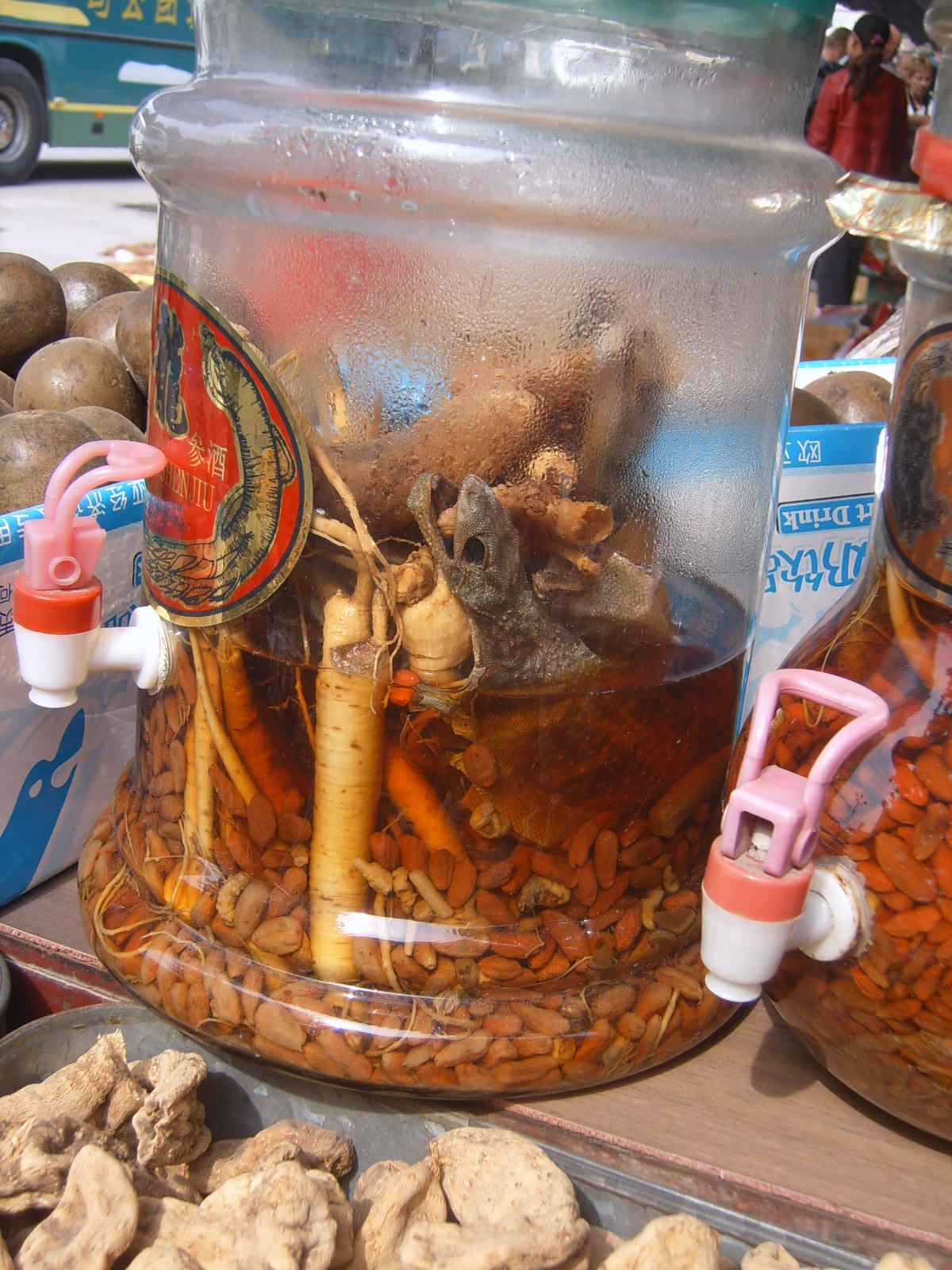
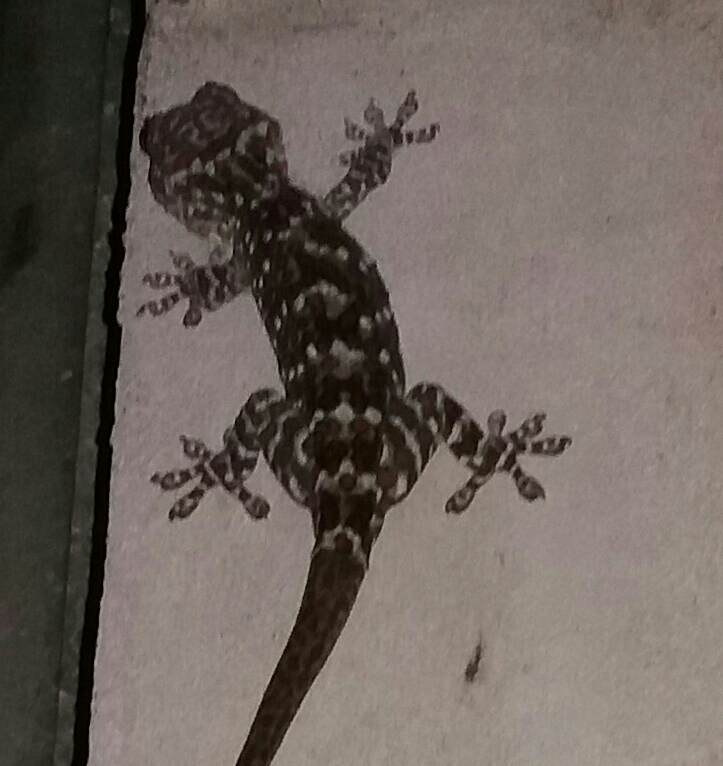